# Boris Mersson
Boris Mersson (* 6. Oktober 1921 in Berlin; † 13. November 2013 bei Zürich) war ein Schweizer Komponist und Pianist.
Als polyvalenter Musiker betätigte sich Boris Mersson als Solist, Dirigent, Pädagoge und als Komponist. Klavier- und Kammermusikkonzerte führten ihn durch viele Städte in der Schweiz, in Europa in die Vereinigten Staaten von Amerika und nach Brasilien. Als Dirigent arbeitete er in der Schweiz, in Österreich, Frankreich, Italien und Deutschland. Als Komponist erhielt er zahlreiche Preise und Auszeichnungen im In- und Ausland. Für Veröffentlichungen im Bereich Popmusik legte er sich das Pseudonym Eddy Mers zu.

## Biographie
Bereits mit fünf Jahren erhielt er Klavier- und Violinunterricht. Als Zehnjähriger trat er zum ersten Mal öffentlich auf. Er absolvierte sein Studium für Klavier bei Isidore Karr in Genf sowie am Konservatorium in Lausanne bei Henri Stierlin-Vallon. Dirigieren studierte er bei Hermann Scherchen in Zürich sowie bei Herbert von Karajan in Luzern.
Boris Merssons Kompositionen – viele von ihnen wurden eigens in Auftrag gegeben, so auch von der Tonhalle-Gesellschaft Zürich – legen Zeugnis ab von seiner Vertrautheit mit den musikalischen Ausdrucksmöglichkeiten aller Gattungen, die Musik des «Third Stream» miteingeschlossen.
Was den pädagogischen Bereich anbelangt, welchem sich Boris Mersson seit Anfang der 1970er Jahre verstärkt zuwandte, so ist vor allem seine Tätigkeit als Lehrbeauftragter für Klavier, Improvisation und Blattspiel an der Zürcher Kantonsschule sowie an der Hochschule für Musik und Theater Zürich zu erwähnen, wo er auch Künstlern wie Daniel Schnyder (* 1961), Nik Bärtsch (* 1971) und Philippe Jordan (* 1974) die später Weltruhm erlangen sollten, ein anregender Mentor war. Gleichzeitig vermochte Boris Mersson seine Präsenz auf der Konzertbühne, als Solist und Kammermusiker, aufrechtzuerhalten.
Boris Mersson veröffentlichte als Pianist und Orchesterleiter unter seinem Pseudonym Eddy Mers vor allem in den 1960er Jahren zahlreiche Langspielplatten im Bereich Popmusik, die unter englischen Titeln auch europaweit vertrieben wurden. Bekannte Alben waren etwa Beliebte Film Schlager, Greatest TV Themes For Dancing, Wien, Wien nur du allein, Operetten Tanzparty in Beat oder The Best Of Cole Porter.
Mersson war Mitglied der Züricher Freimaurerloge «Modestia cum Libertate».

## Werke

### Werke für Orchester
- 1937–1938/1950 5 pièces brèves pour petit orchestre opus 1
- 1948 Concerto da camera opus 6 (1948)
  1. Prologue et Offrande
  2. Scherzo
  3. Présage
  4. Final
- 1948/1970 Sinfonietta per orchestra opus 6[3]
  1. Allegro deciso
  2. Scherzo, Allegro vivace
  3. Adagio assai
  4. Finale, Allegro giusto
- 1952 Danse pour Hérode et Mariamne d’après Friedrich Hebbel für Orchester und Streichquintett, opus 9
- 1955 Piccolo divertimento en trois mouvements pour flûte, accordeon, piano et orchestre à cordes, opus 12
  1. Allegretto con moto
  2. Largo sostenuto
  3. Allegro moderato
- 1958–1962 Spiel der Komödianten opus 21b, für grosses Orchester
- 1963 Episodes esotériques – Esoterische Episoden für Celesta und Streichorchester, opus 22
  1. Allegro
  2. Andante con moto
  3. Allegro
- 1964 Gitan Rhapsody opus 22b, pour violon et orchestre
- 1966 Konzert für Altsaxophon und Orchester – Concerto pour saxophone-alto et orchestre opus 25, 1. Fassung für Sinfonieorchester
- 1966 Terpsichore (Suite) opus 5f, für Orchester
  1. Rigaudon
  2. Élégie
  3. Danse profane
- 1968–1969 Concerto per pianoforte e orchestra opus 29. 2. Fassung für Sinfonieorchester
  1. Allegro con brio
  2. Molto tranquillo e sognando
  3. Vivace, ma non troppo presto – Toccata
- 1968 Der Spiegel opus 30 für grosses Orchester
- 1994 Streich für Streicher kleine Serenade. opus 52
  1. Allegro giocoso non troppo svelto
  2. Molto moderato e con tenerezza
  3. Allegretto piacevole
  4. Allegro
- 1997 Pastorale für Flöte(n), Klavier und kleines Orchester (Flöte, Klarinette, Bassklarinette, Horn, Trompete, Violine 1, Violine 2, Bratsche, Violoncello, Kontrabass), opus 54

### Werke für Blasorchester
- 1966 Fluidum opus 26, 2. Fassung (Bläser) (Piccolo/Flöte, Englischhorn, Klarinette/Alt-Saxophon, Tenor-Saxophon/Bass-Klarinette, Bariton-Saxophon Trompete 1, Trompete 2, Posaune/Vibraphon, Harfe, Elektronische Orgel, Schlagzeug, Kontrabass)
  1. Prelude
  2. Interlude
  3. Postlude
- 1966 Konzert für Altsaxophon und Blasorchester – Concerto pour saxophone alto et orchestre d’harmonie opus 25, 2. Fassung für Blasorchester
- 1968–1969 Concerto für Klavier und Blasorchester opus 29, 1. Fassung für Blasorchester
  1. Allegro con brio
  2. Molto tranquillo e sognando
  3. Vivace, ma non troppo presto – Toccata
- 1985 Windspiele Ouverture für Symphonisches Blasorchester, opus 45
- 1990 D’un soleil à l’autre poème symphonique pour grand orchestre d’instruments à vent, opus 48
- 1990 Serenade «…...Sozusagen grundlos vergnügt» für Sopran, Bläserensemble, Violoncello, Kontrabass und Krotalen, opus 49 – nach einem Gedicht von Mascha Kaléko
- Der Teufel und der liebe Gott – Le diable et le bon Dieu Bühnenmusik zu dem Stück von Jean-Paul Sartre für Flöte, Klarinette, Fagott (oder Posaune), 2 Trompeten, Pauken, Schlagzeug, Violine

### Werke für Kammermusik
- 1946 Divertissement opus 4, pour quatuor à vent (Oboe, Klarinette, Fagott, Horn)
- 1947 Capricciosa opus 5d, für Oboe und Streicher
- 1949 Fantasia opus 7, für Fagott, Streicher und Harfe
- 1949–1950 Nocturne opus 8, für Violine und Klavier
- 1952 Danse pour Herode et Marianne 1. Version für 6 Bläser (Flöte, Oboe, Klarinette, Horn, Trompete Tuba), Pauken, Schlagzeug und Klavier
- 1952–1953 Petite suite pour flûte, hautbois et piano, opus 10
- 1955–1963 Divertimento pour 6 instruments à vent, 2 percussions, clavecin ou piano et cordes
- 1956 Étude rhythmique opus 13, pour trio de jazz et quatuor à cordes
- 1956 Caprice pour hautbois et piano, opus 14
- 1958 Sonate opus 16, pour clarinette et piano
  1. Allegro moderato
  2. Andante sostenuto
  3. Allegro brillante
- 1959–1960 Suite opus 17, pour 4 saxophones
- 1960 Three Monkey Dances opus 19, für Oboe und Klavier (oder Klarinette und Klavier)
  1. Grimaces
  2. Around the cage
  3. Golliwogg goes to town
- 1960 Musik für Bläserquintett für Flöte, Oboe, Klarinette, Horn und Fagott in drei Sätzen, opus 20
  1. Conversation
  2. Méditation
  3. Soliloque
- 1964 Sound of seven, opus 24, für Oboe, 4 Saxophone, Kontrabass und Schlagzeug
- 1966 Fluidum, opus 26, 1. Fassung (Sextett) für Piccolo, Flöte, Englischhorn, Viola, Violoncello und Drums
- 1966 Hommage à Schoenberg, opus 27, für Piccolo, Flöte, Englischhorn, Viola, Violoncello und Schlagzeug
- 1967–1968 Pièces provençales pour deux clarinettes et basson (ou clarinette-basse, ou cor de basset)
  1. Pastourelle
  2. Ballade
  3. Farandole
- 1968–1969 Quattro Improvvisazioni, opus 28, für Klavier, Violine und Violoncello
- 1970 Divertimento in sol maggiore pour quintette à vent
- 1971 Variationen in Es-Dur über das Thema «Brüder reicht die Hand zum Bunde» nach Wolfgang Amadeus Mozart für Violine, Violoncello und Klavier
- 1979 Fantasia per sassofono alto e pianoforte,  opus 37
- 1994 Molnaresca kleine Suite in drei Sätzen für Horn und Klavier, opus 53
  1. Parade
  2. Idylle
  3. Cupidon
- Undine Bühnenmusik nach Jean Giraudoux für Flöte, Trompete 1, Trompete 2, Trompete 3, Harfe, Violine

### Werke für Klavier
- 1933/1936 Introduction et Saltarella pour piano
- 1938 Cinq impressions burlesques pour piano
  1. Sonia et le miroir
  2. Colin-Maillard
  3. Arc-en-ciel
  4. Polichinelle et burlesque
  5. Casse-noisette
- 1970–1977 Fünf Klavierstücke opus 23
  1. Capricciosa
  2. Sogno
  3. Invention SCHiBIEr
  4. Intermezzo tenero
  5. Impromptu
- 1973 Jeux fantasques pièces pour le piano, opus 32
  1. Jeux de mains
  2. Jeux de vilains
  3. Toccata
- 2007 Regards perdus prélude pour la main gauche, opus 60

### Werke für Gitarre
- 1983 Alcibiade-Suite pour guitare, opus 42
  1. Méditation
  2. Burlesca
  3. Solitude
  4. Piccolo capriccio
  5. Esquisse sul nome BACH
  6. Danza

### Werke für Violine
- 1984 Bravour-Variationen über das Thema «Brüder, reicht die Hand zum Bunde» für Violine solo